# Boli infecțioase
Sub denumirea de boli infecțioase este reprezentată specialitatea medicală care se ocupă cu studiul bolilor provocate de agenți infecțioși transmisibili și netransmisibili, precum și cu prevenirea, depistarea, diagnosticarea și tratarea bolilor provocate de prioni, virusuri, bacterii, fungi, paraziți și alți agenți patogeni.